# Ugo Amaldi (fisico)
Ugo Amaldi (Roma, 26 agosto 1934) è un fisico italiano.

## Biografia
È il primo dei quattro figli dei fisici Edoardo Amaldi e Ginestra Giovene; suo nonno paterno fu il matematico Ugo Amaldi. A 19 anni recitò nel film di Luciano Emmer Terza liceo. Seguendo poi le orme paterne, nel 1957 si laureò in fisica all'Università degli Studi di Roma "La Sapienza", specializzandosi nel campo degli acceleratori di particelle.
Dal 1960 al 1999 lavorò al CERN e dal 1982 al 1991 lavorò e insegnò presso l'Università Statale di Milano. Si trasferì poi all'Università degli Studi di Firenze e in seguito all'Università di Milano-Bicocca, fino al 2006. Fra il 1982 e il 1995 diresse una collaborazione internazionale di oltre 400 scienziati che progettò e realizzò l'esperimento DELPHI tramite l'acceleratore LEP del CERN.
Dedicatosi alla fisica medica, si deve in buona parte alla sua attività la costruzione del primo centro italiano di terapia adronica, il Centro Nazionale di Adroterapia Oncologica (CNAO) a Pavia, che inaugurato il 15 febbraio 2010 ha fatto dell'Italia il quarto paese al mondo a offrire tale innovativa cura. È autore di un diffuso testo di fisica per la scuola media superiore.

## Premi e riconoscimenti
- Premio internazionale medaglia d'oro al merito della cultura cattolica, 2012

## Saggi divulgativi
- Sempre più veloci, 2012, Zanichelli
- Particle Accelerators: From Big Bang Physics to Hadron Therapy, 2015, Springer